# Esquina Maldita

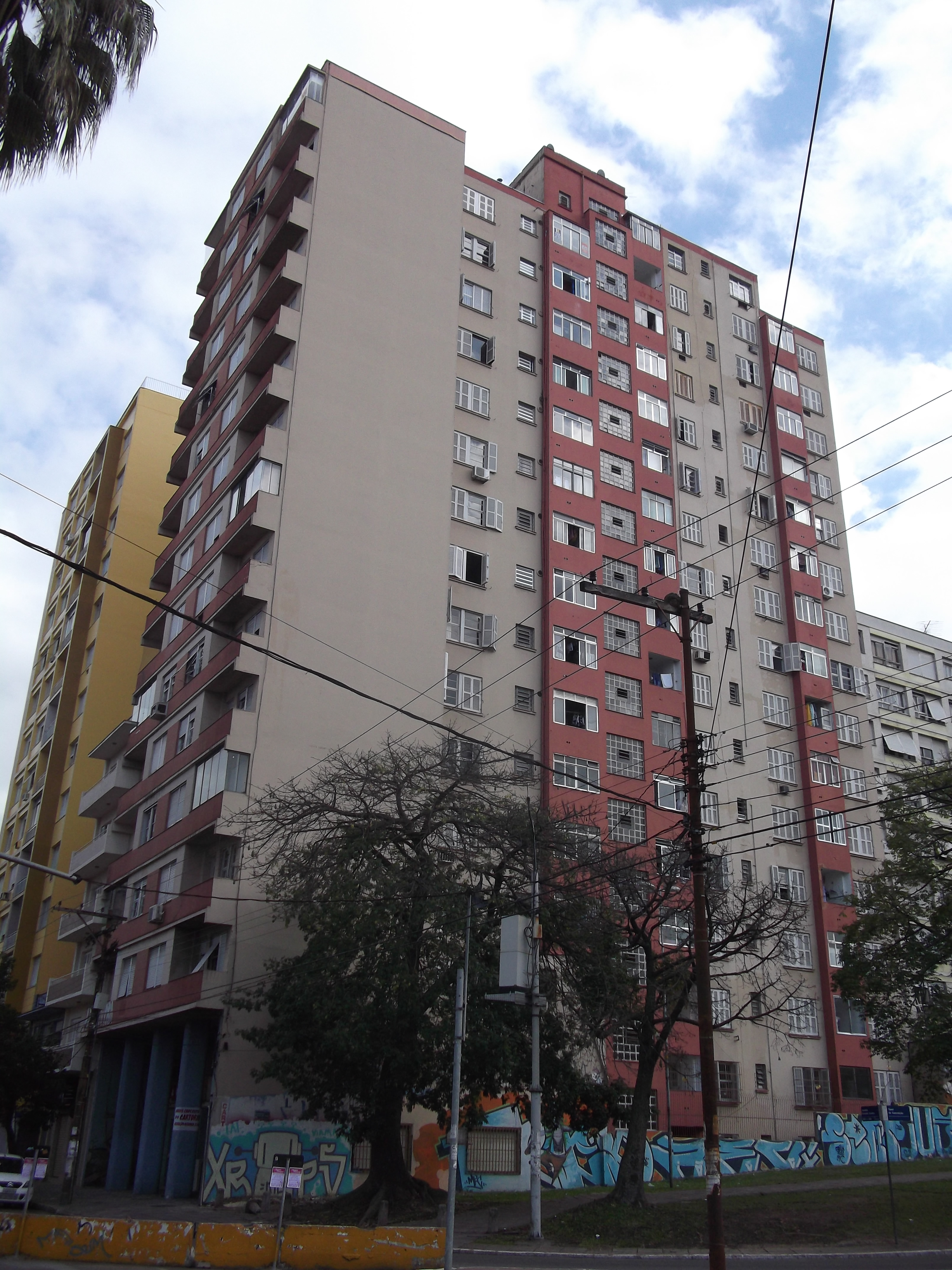
O Edificio Caraiba, em cujo térreo se localizava o bar Mariu's.

Esquina Maldita foi uma região urbana de Porto Alegre, no Brasil, situada no cruzamento da Avenida Oswaldo Aranha com a Rua Sarmento Leite, que entrou para a história da cidade como um lugar de transgressão e debates políticos e culturais.
Entre as décadas de 1960 e 1970 nesta esquina floresceram quatro bares: Estudantil (fundado em 1959), Alaska (1965), Copa 70 (1970) e Mariu’s (1975). Localizada diante do Campus Central da Universidade Federal do Rio Grande do Sul, a área em torno da Esquina Maldita tinha (e ainda tem) uma alta concentração de residentes universitários, artistas e intelectuais. Esse público, em sua maioria jovem, durante o período da ditadura militar, tinha seu ponto de encontro nesses bares, onde ferviam os debates sobre política, mas também sobre as mudanças sociais, comportamentais e culturais que os tempos traziam. Havia uma clara conexão entre esses bares e os bares do campus universitário e com os diretórios acadêmicos, onde a politização era intensa. Entre os jovens a participação contribuía para definir identidades e alianças tanto afetivas e sociais quanto ideológicas, criava-se um espaço de expressão de ideias, símbolos e anseios que estavam sendo reprimidos ou estavam sendo articulados como novidades.
Contudo, os bares não se tornaram palanques políticos. Depoimentos de antigos frequentadores mostram que havia um certo cuidado e costumava-se usar códigos cifrados para disfarçar os conteúdos das conversas, especialmente em presença de estranhos, uma vez que o risco de uma repressão dura era ainda muito real. As ideias eram cultivadas ali, mas precisavam encontrar outros canais para expressão efetiva. Não obstante, a Esquina veio a se identificada pelas autoridades como um núcleo de agitação política e social e de reunião de elementos potencialmente subversivos — daí o apelido de Maldita. Não por acaso as investidas e revistas da polícia ou do exército eram frequentes.
Por outro lado, embora os testemunhos invariavelmente citem o aspecto político, há uma certa divergência a respeito de quão intensa era a presença dessa temática. Para alguns, a discussão sobre arte, cultura, filosofia, costumes e outros tópicos tinha um papel igualmente importante ou mesmo maior na vida da Esquina, atribuindo o motivo da adjetivação Maldita à frequentação de jovens que se rebelavam contra o estilo de vida da época, que buscavam a transgressão cultural e novos meios de viver e entender o mundo, explorando seus limites — a "turma dos magrinhos", em expressão usada na época — e que não se encaixavam no rótulo de "politicamente engajados". Para Juremir Machado da Silva, "foi neste espaço que intensificou-se a luta pela emancipação da mulher, fortaleceu-se o respeito pelos homossexuais, combateu-se o machismo, viveram-se radicalmente os sonhos das relações abertas e da liberdade sexual. Ou seja, partiu-se para a defesa das diferenças. Pela Esquina Maldita, Porto Alegre mergulhou na pluralidade cotidiana, caminhou em direção ao direito à singularidade e aprofundou-se no exame e na recusa do conservadorismo moral". Com efeito, cada um dos bares recebia um público um pouco diferente, tornando a pluralidade uma forte tônica da Esquina. O que é unânime é a opinião de que ali havia se constituído um espaço alternativo, à margem da cultura dominante.
A Esquina Maldita desencadeou uma reorganização do bairro Bom Fim, permitindo que abrisse uma série de outros bares e espaços culturais pelas redondezas, contribuindo decisivamente para dar-lhe sua aura de bairro cultural, irrequieto e boêmio. Nas palavras de Lucio Pedroso, 
"Ali começaram a se desenvolver práticas sociais que deram o mote à ocupação do território do bairro. Foi a primeira porta que deu acesso, consequentemente, à segunda, o Bar Ocidente, que consolidou a relação entre as novas práticas dos jovens e o Bom Fim e guiou o movimento de expansão do raio de ação pela Oswaldo Aranha, penetrando no bairro. A Esquina estabeleceu novos pontos de referência e ajudou a visualizar os novos caminhos a serem criados. O novo mapa do Bom Fim possibilitou novas viagens e suas fronteiras, os limites a serem extrapolados. A partir deste impulso inicial ocorreu em menos de trinta anos uma dinâmica de proliferação de bares pela Oswaldo Aranha e transversais, atingindo bairros vizinhos e ajudando a modificar a cara de Porto Alegre. [...] Aos poucos o bairro passou a ser citado em músicas, usado como cenário de filmes, conhecido por sua extravagante boemia, e a Esquina Maldita passou a ser vista como o princípio de tudo".
Nos anos 1980, com a mudança de várias faculdades para o Campus do Vale, principalmente na área de Ciências Humanas, com uma crescente pressão disciplinadora da vida noturna na região por parte das instâncias oficiais, com o fim do regime militar e com a abertura de novos espaços alternativos, os bares originais fecharam e a Esquina se esvaziou, e a movimentação underground transferiu-se para algumas quadras mais adiante em direção leste, concentrando-se em torno do Bar Ocidente, e para outras áreas da cidade, como a Cidade Baixa. A Esquina Maldita gerou considerável folclore urbano e marcou época na história de Porto Alegre e no imaginário de toda uma geração. Foi tema de livro homônimo de Paulo César Teixeira e tem sido abordada em artigos na imprensa e em vários trabalhos acadêmicos.